# Steven Stivers
Pour les articles homonymes, voir Stivers.
Steven Ernst Stivers dit Steve Stivers est un homme politique américain, né le 24 mars 1965 à Ripley (Ohio). Membre du Parti républicain, il représente le quinzième district de l'Ohio à la Chambre des représentants des États-Unis pendant dix ans, de 2011 à 2021.

## Biographie

### Carrière militaire et professionnelle
Diplômé d'un bachelor of arts de l'université d'État de l'Ohio en 1989, Steve Stivers s'engage dans l'Ohio Army National Guard. À ce titre, il participe notamment à l'opération Liberté irakienne et reçoit une Bronze Star.
En 1996, il obtient un MBA de l'université d'État de l'Ohio et devient homme d'affaires. Il est également diplômé d'un master du United States Army War College en 2012.

### Débuts en politique
Steve Stivers est élu au Sénat de l'Ohio de 2003 à 2008, après y avoir travaillé plusieurs années.
Lors des élections de 2008, il est candidat à la Chambre des représentants des États-Unis dans le 15e district de l'Ohio, autour de Columbus. La représentante sortante, la républicaine Deborah Pryce (en), ne se représente pas après une élection serrée en 2006. En novembre 2008, Steve Stivers est battu de 2 312 voix par la démocrate Mary Jo Kilroy (en) (45,9 % contre 45,2 %) alors que Barack Obama remporte la circonscription avec 54 % des suffrages.

### Représentant des États-Unis
Steve Stivers est à nouveau candidat en 2010, dans ce district historiquement républicain. Les républicains pensent pouvoir reprendre ce siège grâce à une plus faible mobilisation des étudiants et des Afro-américains, qui ont soutenu Obama deux ans plus tôt. Alors qu'en 2008 deux candidats conservateurs avaient obtenu 9 % des voix, Steve Stivers — réputé centriste — met en avant ses positions anti-avortement et se rapproche du Tea Party. Il est élu représentant en rassemblant 54,2 % des suffrages contre 41,3 % pour Kilroy.
À la Chambre des représentants, il siège à la commission sur les services financiers.
Avant les élections de 2012, sa circonscription est profondément redécoupée : elle perd le centre de Columbus et s'étend vers le sud-est de l'Ohio. Légèrement favorable aux démocrates, le district devient un bastion républicain. Steve Stivers est réélu avec près de 62 % des voix en novembre 2012, puis avec plus de 66 % face au démocrate Scott Wharton en 2014 et 2016.
En novembre 2016, il prend la tête du National Republican Congressional Committee (en), dont le but est de faire élire des républicains à la Chambre des représentants. Il est réélu représentant en 2018, mais le Parti républicain perd le contrôle de la Chambre des représentants. Il ne se représente donc pas à la tête du NRCC. Il remporte un sixième mandat lors des élections de 2020, rassemblant 63 % des voix (un score supérieur d'environ sept points à celui de Donald Trump dans la circonscription).
En avril 2021, Steve Stivers annonce sa prochaine démission du Congrès pour prendre la tête de la Chambre de commerce de l'Ohio.